# Louis Hugh Wilson Jr
Louis Hugh Wilson Jr. (ur. 11 lutego 1920, zm. 21 czerwca 2005) – czterogwiazdkowy generał Korpusu Piechoty Morskiej Stanów Zjednoczonych oraz laureat Medalu Honoru podczas II wojny światowej za niezwykłe męstwo podczas bitwy o Guam.